# Goryphus elegans
Goryphus elegans là một loài tò vò trong họ Ichneumonidae.